# Sebastian Rudy
Sebastian Rudy, född 28 februari 1990 i Villingen-Schwenningen, Västtyskland, är en tysk fotbollsspelare som spelar som mittfältare för 1899 Hoffenheim, på lån från Schalke 04.

## Klubbkarriär
År 2003 gick Rudy med i VfB Stuttgarts ungdomsakademi. Han startade år 2007 sin seniorkarriär med klubbens reservlag i den halvprofessionella ligan Regionalliga Süd. Hans professionella debut kom med samma lag i den nya divisionen 3. Liga, Tysklands tredje division. Hans debuterade den 2 augusti 2008 mot Union Berlin.
Under sommaren 2008 skrev Rudy kontrakt med VfB Stuttgarts A-lag, med vilka han gjorde sin tävlingsdebut i första omgången av DFB-Pokal den 10 augusti 2008, då man vann med 5-0 på bortaplan mot Hansa Lüneburg.
Den 23 augusti 2010 bytte han klubb till TSG 1899 Hoffenheim.
I januari 2017 blev det klart att Rudy skulle flytta till storklubben Bayern München, men först till sommaren.
Sommaren 2018 blev det klart att Sebastian Rudy hade skrivit på ett fyraårskontrakt med Schalke 04 och lämnade därmed FC Bayern München efter ett års spel i den tyska giganten. Den 31 juli 2019 lånades Rudy ut till 1899 Hoffenheim på ett låneavtal över säsongen 2019/2020. Den 5 oktober 2020 lånades han på nytt ut till Hoffenheim på ett säsongslån.

## Landslagskarriär
Sebastian Rudy spelade tidigare för det tyska U21-landslaget. Han debuterade för Tysklands landslag den 13 maj 2014 i en 0–0-match mot Polen.